# Encefalite por citomegalovirus
O citomegalovírus (CMV) é um vírus de ADN de cadeia dupla da família dos vírus herpes que pode causar doença disseminada ou localizada de órgãos terminais em doentes infectados pelo VIH com imunossupressão avançada. 
Em doentes com VIH, a encefalite por CMV é uma das infecções oportunistas que podem ser observadas em fases tardias da doença. As manifestações neurológicas da infecção por CMV incluem encefalite, ventriculite, mielite, retinite, radiculoganglionite e neuropatias periféricas. Estas infecções ocorrem normalmente em doentes com imunodeficiência grave: As contagens de linfócitos CD4+ são normalmente inferiores a 50/µL. Outros factores de risco para a encefalite por CMV incluem história prévia de infecções oportunistas, níveis elevados de ARN do VIH no plasma (>100.000 cópias/mL) e níveis elevados de CMV medidos por reacção em cadeia da polimearase (PCR). A maioria das infecções ocorre no contexto de doença prévia por CMV (seropositivo), reactivação do vírus CMV latente ou infecção com uma nova estirpe.
Antes do desenvolvimento da terapia anti-retroviral altamente activa (HAART), 2% dos doentes infectados pelo VIH com contagens de CD4+ inferiores a 50/µL desenvolviam doença neurológica por CMV. A incidência diminuiu desde que a HAART se tornou disponível. A infecção por CMV do SNC é reconhecida na autópsia em 18-28% dos doentes com SIDA. Os achados histológicos incluem ventriculoencefalite, nódulos microgliais, necrose parenquimatosa focal, células citomegálicas isoladas e inclusões nucleares.
A análise do líquido cefalorraquidiano (LCR) não só pode apontar para o diagnóstico correcto, como também permite a exclusão de outras considerações de diagnóstico. O início imediato de medicamentos antivirais é essencial. Se não for tratada, a encefalite por CMV associada ao VIH progride tipicamente para a morte em dias ou semanas. A morte pode resultar de outras complicações da SIDA avançada e não do quadro neurológico.
A encefalite e a meningite têm características clínicas diferentes, mas que se sobrepõem. Os doentes com meningite podem estar letárgicos ou distraídos com dores de cabeça, mas a função cerebral permanece normalmente normal. Os doentes com encefalite apresentam geralmente alterações do estado mental, défices motores ou sensoriais, alterações do comportamento, alterações da personalidade e perturbações da fala ou do movimento.

## História e exame físico
A encefalite por citomegalovírus (CMV) associada ao VIH pode apresentar-se de diferentes formas, incluindo as seguintes:
- A encefalite por CMV pode ser assintomática
- A encefalite por CMV caracterizada por ventriculoencefalite manifesta-se com um início abrupto e confusão e letargia rapidamente progressivas
- Ocorrem paralisias dos nervos cranianos, mais frequentemente oculomotoras e faciais, e outros défices neurológicos focais
- A encefalite por CMV, caracterizada por nódulos microgliais e necrose parenquimatosa focal, manifesta-se por uma alteração mais indolente do estado mental, muito semelhante ao complexo demencial da SIDA (ADC)

A encefalite por CMV pode ocorrer em conjunto com colite associada ao CMV, esofagite, retinite, mielite, radiculoganglionite, neuropatia ou insuficiência supra-renal, frequentemente em doentes que já estejam a receber ganciclovir. É evidente uma forte associação entre a retinite por CMV e a encefalite. Numa série de autópsias de 47 doentes com SIDA, 75% dos doentes com retinite por CMV envolvendo a área peripapilar também tinham encefalite.
Os achados no exame físico podem incluir os seguintes:
Confusão, declínio cognitivo
Sinais neurológicos focais raros
Paralisia dos nervos cranianos

## Diagnóstico diferencial
O diagnóstico diferencial da encefalite por citomegalovírus (CMV) inclui o seguinte:
- Encefalite por herpes simplex
- Complicações cerebrovasculares do VIH-1
- Criptococose do SNC por VIH-1
- Toxoplasmose do SNC por VIH-1
- Leucoencefalopatia multifocal progressiva do VIH-1
- Linfoma do SNC do VIH-1
- Encefalopatia do VIH-1
- Complexo demencial da SIDA VIH-1

As encefalopatias metabólicas também devem ser consideradas.

## Análise do LCR
A análise do líquido cefalorraquidiano (LCR) não só pode apontar para o diagnóstico correcto, como também permite a exclusão de outras considerações de diagnóstico. A PCR do CMV no LCR é o método recomendado para diagnosticar e confirmar o CMV com envolvimento neurológico. A análise do LCR mostra normalmente uma glucose baixa, proteínas elevadas e pode apresentar uma pleocitose neutrofílica ou mononuclear.

## Tomografia computorizada e a ressonância magnética
A tomografia computorizada (TC) e a ressonância magnética (RM) podem ajudar no diagnóstico e podem excluir outras considerações de diagnóstico (por exemplo, ausência de realce parenquimatoso, evidência de aumento da pressão intracraniana [PIC]). A RM é preferível à TC no diagnóstico da encefalite por CMV.
Os achados da RM são tipicamente inespecíficos e demonstram hiperintensidades T2 FLAIR na substância branca periventricular. A presença de realce sugere ventriculite, que pode ocorrer na encefalite por CMV.
Foram registadas lesões maciças devidas ao CMV, mas são raras. A RM ponderada em T2 pode mostrar hiperintensidade difusa da substância branca, semelhante à observada na encefalopatia por VIH e noutras doenças do sistema nervoso central (SNC) associadas ao VIH. A RM com contraste de gadolínio pode revelar realce meníngeo e ependimal, bem como lesões com realce em anel.

## Tratamento farmacológico
O início imediato de medicamentos antivirais é essencial para o tratamento da encefalite por citomegalovírus (CMV). Estes agentes inibem a replicação viral ao competir com o trifosfato de desoxiguanosina pela polimerase do ADN viral, inibindo a síntese do ADN. É necessário apoio médico em cooperação com o médico de cuidados primários e um especialista em doenças infecciosas.
Dado que a apresentação clínica, os estudos do líquido cefalorraquidiano (LCR) e os estudos imagiológicos podem não fornecer um diagnóstico definitivo, é necessário um elevado nível de suspeita para evitar um atraso na terapêutica adequada. O atraso no diagnóstico e no tratamento pode levar à morte.

### Ganciclovir e foscarnet
O ganciclovir e o foscarnet estão indicados para as infecções por CMV na fase de indução. Os dois agentes podem ser utilizados em combinação, embora esta combinação resulte em taxas substanciais de efeitos adversos. A terapia de manutenção intravenosa (IV) de longo prazo pode ser indicada para pacientes com resposta clínica.

### Valganciclovir
O valganciclovir oral tem uma biodisponibilidade muito boa e pode ser utilizado para profilaxia a longo prazo. Os doentes que não respondem ao ganciclovir devem ser avaliados quanto à resistência ao ganciclovir, uma causa comum de insucesso do tratamento. A maioria destes doentes permanece sensível ao foscarnet.
O objectivo da farmacoterapia é encurtar a evolução clínica e prevenir ou diminuir as complicações, a latência, as recidivas, a transmissão e a latência estabelecida. A terapia anti-retroviral altamente activa (HAART) é eficaz na reconstituição do sistema imunitário e na prevenção da reactivação do CMV. [9] As directrizes actuais recomendam a interrupção da profilaxia secundária em receptores de HAART com um aumento sustentado (>6 meses) das células T CD4+ para mais de 100-150 células/µL.

## Prognóstico
Sem terapia antiviral, a mortalidade aproxima-se dos 100%. Com a terapêutica antiviral, mais de 50% dos doentes estabilizam ou melhoram.
No geral, o prognóstico é geralmente mau, mesmo com reconstituição imunitária e antivirais contra o citomegalovírus (CMV). Este resultado decepcionante esperado é, em parte, determinado pelo estádio da infecção pelo VIH e pelo estado geral de saúde do doente.

## História Natural
Antes da introdução da terapia anti-retroviral potente (TARV), a sobrevida média dos pacientes com doença neurológica por citomegalovírus (CMV) era inferior a três meses. [No entanto, a TARV alterou a história natural da doença neurológica por CMV, tendo sido registada sobrevivência a longo prazo em alguns doentes, mesmo que estes tenham iniciado a TARV após o diagnóstico de doença por CMV.